# قائمة زملاء الجمعية الملكية المنتخبين في 1945
هذه الصفحة تعرض قائمة زملاء الجمعية الملكية المُنتخبين لعام 1945.None

## الزملاء
- Leonard Colebrook [الإنجليزية]‏
- John Masson Gulland [الإنجليزية]‏
- مارجوري ستيفنسون
- Norman Feather [الإنجليزية]‏
- John Monteath Robertson [الإنجليزية]‏
- John Zachary Young [الإنجليزية]‏
- Prasanta Chandra Mahalanobis [الإنجليزية]‏
- John Anderson, 1st Viscount Waverley [الإنجليزية]‏